# Walkerton (Ontario)
Walkerton è una città canadese situata nel centro-sud dello stato dell'Ontario; è sede della Contea di Bruce.
Tra le personalità legate alla città vi è William Bertram, attore, regista e sceneggiatore e Matilda Dodge Wilson moglie del fondatore di John Francis Dodge fondatore di Dodge.